# تامر صقر
تامر صقر (25 نوفمبر 1973 -) هو محلل رياضي.

## حياته ونشأته
تامر عادل محمد عبد اللطيف صقر من مواليد 25 نوفمبر 1973 في مدينة طنطا بمحافظة الغربية، مصر، بدأ مسيرته في العمل الاعلامي، كمقدم برامج رياضية في التلفزيون المصري وتحديداً في قناة (النيل الرياضية) من عام 1999حتي 2005 ومن عام 2014 حتي 2015، إلا أنه انتقل للعمل في شبكة قنوات راديو وتلفزيون العرب (ART) من عام 2005 حتي 2010 ، قبل أن ينضم إلى قناة ( النهار ) من عام 2010 حتي 2012 ، ومنها إلى قناة (الحياة ) من عام 2012 حتي 2014

## علاقته بالرياضة
بدأ اهتمامه بالرياضة عن طريق ممارسة الاسكواش ووصل الي مرحلة متقدمة ومتميزة في اللعبة، وكان مشروعاٌ للاعب كبير في الاسكواش، إلا أن إصرار أسرته على التركيز في الدراسة كان له أثر في ترك الرياضة، كما مارس رياضة كرة القدم ضن في مدرسة الكرة بنادي طنطا.

## أشهر الفاعليات التي قام بتغطيتها
نجح تامر صقر في العمل على تغطية عدد كبير من البطولات العاملية والمحلية، منها كأس العالم 2002 علي قناة ( النيل للرياضة) وكأس العالم 2006 علي قناة (ART) ، وكأس العالم 2010 علي (التليفزيون المصري).
وبطولة كأس الأمم الأفريقية 2004 علي قناة ( النيل )، ونسختي 2006 و 2008 علي قناة (ART) ، كما قام بتغطية الدوري الإنجليزي من عام 2005 حتي 2008 علي قناة (ART)، وبطولة دوري أبطال أوروبا من عام 2005 حتي 2009 عبر قنوات(ART) والدوري الإنجليزي نهاية 2010 علي قناة ( النيل الرياضية )، وكأس إيطاليا من عام 2006 حتي 2008 علي قناة (ART)، وبطولة كأس العالم للقارات عام 2005/2009 علي قناة (ART) ، وكأس أسبانيا والسوبر الاسباني عام 2009 علي قناة (ART) ، والدوري المصري من عام 2000 حتي 2005 علي (التليفزيون المصري)، ومن عام 2006 حتي 2010 علي قناة (ART) ، وبطولة دوري أبطال أفريقيا عام 2005/2010 علي قناة (ART) ، تصفيات أمم أسيا 2007/2008 /2009.

## البطولات التي قام بتغطيتها "Timeline"
- كأس العالم 2002 علي قناة ( النيل ) / 2006 علي قناة (ART) / 2010علي ( التليفزيون المصري )
- كأس الأمم الأفريقية 2004 علي قناة ( النيل ) /2006 و 2008 علي قناة (ART)
- الدوري الإنجليزي من عام 2005 حتي 2008 علي قناة (ART)
- البطولة Champions league من عام 2005 حتي 2009 (ART)
- الدوري الإنجليزي نهاية 2010 علي قناة ( النيل الرياضية )
- كأس إطاليا من عام 2006 حتي 2008 علي قناة (ART)
- كأس القارات عام 2005/2009 علي قناة (ART)
- كأس أسبانيا والسوبر عام 2009 علي قناة (ART)
- الدوري المصري من عام 2000حتي 2005 علي (التليفزيون المصري)
- ومن عام 2006 حتي 2010 علي قناة (ART)
- دوري أبطال أفريقيا عام 2005/2010 علي قناة (ART)
- الدوري السوداني عام 2009 علي قناة (ART)
- تصفيات أمم أسيا 2007/2008 /2009
- كأس عالم أسيا عام 2005 علي قناة (ART)